# Лейк (округ, Миннесота)
Лейк (англ. Lake County) — округ в штате Миннесота, США. Административный центр и крупнейший город — Ту-Харборс. По переписи 2000 года в округе проживают 11 058 человек. Площадь — 7746 км², из которых 5436,9 км² — суша, а 2309,1 км² — вода. Плотность населения составляет 2 чел./км².

## История
Округ был основан в 1856 году.
В 1912 на выборах президента поддержал социалиста , в 1924 на выборах президента поддержал представителя прогрессистов, с 1936 по 2016 голосовал за демократов, в остальных выборах голосовал за республиканцев.